# Mateusz Spałek
Mateusz Jacek Spałek (ur. 27 grudnia 1987 w Tarnowskich Górach) – polski lekarz, naukowiec, nauczyciel akademicki, wynalazca, doktor habilitowany nauk medycznych i nauk o zdrowiu, specjalista w zakresie radioterapii onkologicznej, współzałożyciel Sekcji Młodych Polskiego Towarzystwa Radioterapii Onkologicznej.

## Życiorys
Absolwent II Liceum Ogólnokształcącego im. Stanisława Staszica w Tarnowskich Górach (2006) oraz Wydziału Lekarskiego z Oddziałem Lekarsko-Dentystycznym Śląskiego Uniwersytetu Medycznego w Katowicach (2012). Dodatkowo ukończył studia podyplomowe w zakresie prowadzenia i monitorowania badań klinicznych na Akademii Leona Koźmińskiego w Warszawie (2013), biostatystyki na Uniwersytecie Jagiellońskim w Krakowie (2020) oraz MBA w Ochronie Zdrowia na Collegium Humanum w Warszawie (2021). Odbył staże kliniczne w The Royal Marsden Hospital w Londynie oraz American University of Beirut w Libanie. W latach 2012–2013 odbył staż podyplomowy w Wojskowym Instytucie Medycznym w Warszawie.
Od roku 2013 związany z Narodowym Instytutem Onkologii im. Marii Skłodowskiej-Curie w Warszawie – Państwowym Instytutem Badawczym (do 2020 Centrum Onkologii – Instytut im. Marii Skłodowskiej-Curie), gdzie rozpoczął i ukończył specjalizację w zakresie radioterapii onkologicznej.
Obecnie jest zatrudniony na stanowisku profesora instytutu NIO-PIB w Warszawie oraz pełni funkcję Zastępcy Kierownika Zakładu Radioterapii I i konsultanta Kliniki Nowotworów Tkanek Miękkich, Kości i Czerniaków. Jest autorem i współautorem ponad 70 prac naukowych opublikowanych w czasopismach o tematyce medycznej.
Aktywny członek wielu towarzystw naukowych, w tym Polskiego Towarzystwa Radioterapii Onkologicznej, Polskiego Towarzystwa Onkologicznego, Europejskiego Towarzystwa Radioterapii i Onkologii, Europejskiego Towarzystwa Hipertermii Onkologicznej, Europejskiego Towarzystwa Badań nad Nowotworami, Międzynarodowego Stowarzyszenia ds. Leczenia Wspomagającego w Onkologii oraz Transatlantyckiej i Australazyjskiej Grupy Roboczej Mięsaków Przestrzeni Zaotrzewnowej.
Znalazł się na 69 miejscu Listy Stu najbardziej wpływowych osób w polskiej medycynie w roku 2022.

## Działalność naukowa
Prowadzi badania nad leczeniem nowotworów rzadkich ze szczególnym uwzględnieniem mięsaków tkanek miękkich i kości. Inne obszary działania to radioterapia stereotaktyczna przerzutów do kości, hipertermia oraz leczenie skórnych odczynów popromiennych. Autor i główny badacz w trzech niekomercyjnych badań klinicznych w zakresie leczenia chorych na miejscowo zaawansowane mięsaki tkanek miękkich.
Współautor krajowych i międzynarodowych wytycznych leczenia wybranych nowotworów, w tym rekomendacji postępowania u chorych na czerniaki z przerzutami do mózgowia, diagnostyki i leczenia chorych na mięsaki tkanek miękkich i kości, diagnostyki i leczenia chorych na neurofibromatozę typu 1 i związanym z nią złośliwym nowotworem osłonek nerwów obwodowych oraz konsensusów dotyczących napromieniania powikłanych i niepowikłanych przerzutów do kości.
Opracowuje nową metodę drukowania przestrzennego bolusów w ramach dofinansowania z XII edycji konkursu w ramach programu LIDER Narodowego Centrum Badań i Rozwoju.

## Nagrody i wyróżnienia
Laureat wielu nagród, wyróżnień i stypendiów, w tym:
- nagrody za najlepszy doktorat przyznanej przez Polskie Towarzystwo Onkologii Klinicznej (2020)[15];
- nagrody za najlepszą pracę doktorską obronioną i wyróżnioną przed Radą Naukową NIO-PIB (2021)[16];
- nagrody w plebiscycie Lekarz z Empatii (2022)[17];
- Nagrody Naukowej Polityki, I miejsce w kategorii nauk o życiu (2022)[18];
- konkursu Supertalenty Medycyny (2022)[19];
- konkursu Złoty Skalpel (2022)[20];
- nagrody za najlepszą publikację anglojęzyczną roku 2021 przyznana przez Polskie Towarzystwo Onkologii Klinicznej (2022)[21].

## Wybrane publikacje
- Oldenburger, E., Brown, S., Willmann, J., van der Velden, J. M., Spałek, M., van der Linden, Y. M., Kazmierska, J., Menten, J., Andratschke, N., & Hoskin, P. (2022). ESTRO ACROP guidelines for external beam radiotherapy of patients with complicated bone metastases. Radiotherapy and oncology: journal of the European Society for Therapeutic Radiology and Oncology, 173, 240–253. https://doi.org/10.1016/j.radonc.2022.06.002
- van der Velden, J., Willmann, J., Spałek, M., Oldenburger, E., Brown, S., Kazmierska, J., Andratschke, N., Menten, J., van der Linden, Y., & Hoskin, P. (2022). ESTRO ACROP guidelines for external beam radiotherapy of patients with uncomplicated bone metastases. Radiotherapy and oncology: journal of the European Society for Therapeutic Radiology and Oncology, 173, 197–206. https://doi.org/10.1016/j.radonc.2022.05.024
- Spałek, M. J., Teterycz, P., Borkowska, A., Poleszczuk, J., & Rutkowski, P. (2022). Stereotactic radiotherapy for soft tissue and bone sarcomas: real-world evidence. Therapeutic advances in medical oncology, 14, 17588359211070646. https://doi.org/10.1177/17588359211070646
- Spałek, M. J., Borkowska, A. M., Telejko, M., Wągrodzki, M., Niebyłowska, D., Uzar, A., Białobrzeska, M., & Rutkowski, P. (2021). The Feasibility Study of Hypofractionated Radiotherapy with Regional Hyperthermia in Soft Tissue Sarcomas. Cancers, 13(6), 1332. https://doi.org/10.3390/cancers13061332
- Spałek, M. J., Koseła-Paterczyk, H., Borkowska, A., Wągrodzki, M., Szumera-Ciećkiewicz, A., Czarnecka, A. M., Castaneda-Wysocka, P., Kalinowska, I., Poleszczuk, J., Dąbrowska-Szewczyk, E., Cieszanowski, A., & Rutkowski, P. (2021). Combined Preoperative Hypofractionated Radiotherapy With Doxorubicin-Ifosfamide Chemotherapy in Marginally Resectable Soft Tissue Sarcomas: Results of a Phase 2 Clinical Trial. International journal of radiation oncology, biology, physics, 110(4), 1053–1063. https://doi.org/10.1016/j.ijrobp.2021.02.019
- Koseła-Paterczyk, H., Spałek, M., Borkowska, A., Teterycz, P., Wągrodzki, M., Szumera-Ciećkiewicz, A., Morysiński, T., Castaneda-Wysocka, P., Cieszanowski, A., Zdzienicki, M., Goryń, T., & Rutkowski, P. (2020). Hypofractionated Radiotherapy in Locally Advanced Myxoid Liposarcomas of Extremities or Trunk Wall: Results of a Single-Arm Prospective Clinical Trial. Journal of clinical medicine, 9(8), 2471. https://doi.org/10.3390/jcm9082471
- Benstead, K., Lara, P. C., Andreopoulos, D., Bibault, J. E., Dix, A., Eller, Y. G., Franco, P., Guiliani, M., Jaal, J., Juretic, A., Kozma, E., Lumsden, G., Maddalo, M., Magrini, S., Mjaaland, I., Pfeffer, R., de Sousa de Sa Pinto, O. M. T., Spalek, M., Vozenin, M. C., Verfaillie, C., … Eriksen, J. G. (2019). Recommended ESTRO Core Curriculum for Radiation Oncology/Radiotherapy 4th edition. Radiotherapy and oncology: journal of the European Society for Therapeutic Radiology and Oncology, 141, 1–4. https://doi.org/10.1016/j.radonc.2019.08.013